# آرژانتینی‌های سوری
آرژانتینی‌های سوری (انگلیسی: Syrian Argentines) شهروندان سوری متولد آرژانتین، مخالفان سوری یا سوری‌های ساکن در آرژانتین می‌باشند. آرژانتین دومین کشور آمریکای جنوبی با بالاترین تعداد سوری‌ها پس از برزیل است. مهاجرت از سوریه به آرژانتین یکی از مهم‌ترین جریان‌های مهاجرت عرب در کشور آرژانتین به‌شمار می‌رود که در پی امواج مهاجرت در قرن بیست و یکم به‌وجود آمد. اگرچه در سال‌های اخیر به دلیل جنگ‌های مداوم در خاورمیانه، مهاجرت از سوریه در طول زمان افزایش یافته‌است.
- در سال ۲۰۱۲، حین جنگ داخلی سوریه، کنسولگری آرژانتینی در دمشق ۴۰ درصد افزایش درخواست ویزا داشت.
- در سال ۲۰۱۳، آرژانتین حدود ۳۰۰ خانواده از پناهندگان سوری را پذیرفت.[۱]
- در ماه اکتبر ۲۰۱۴، به دلیل موج جنگی که در سوریه ادامه دارد و افزایش خشونت و آزار و اذیت غیرنظامیان، دولت آرژانتین اعلام کرد که پناهندگان سوری را در کشور خود می‌پذیرد که دومین کشور آمریکای جنوبی پس از اروگوئه می‌باشد.[۲]

## تاریخچه

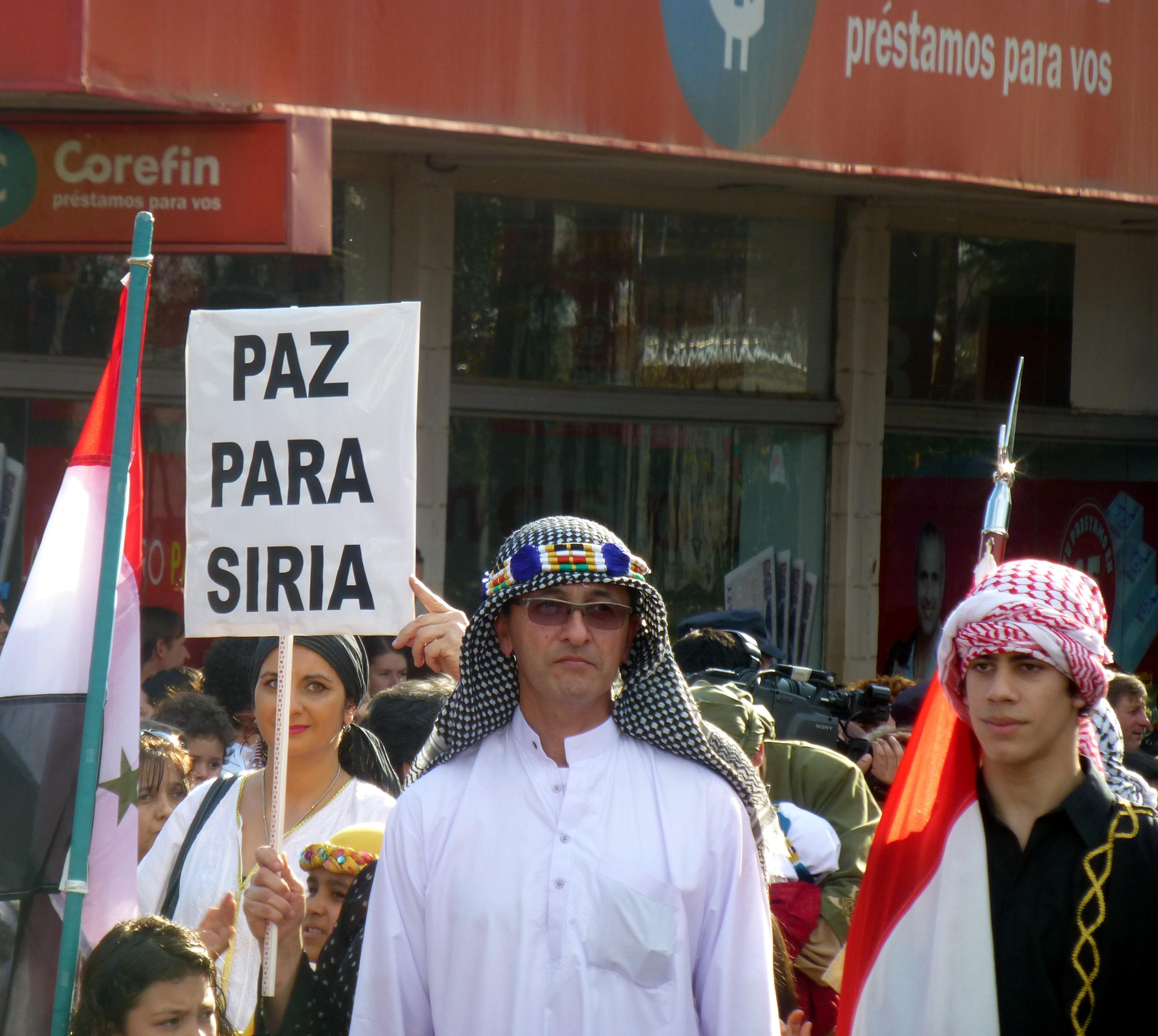
"صلح برای سوریه" پیام جامعه عرب آرژانتینی در مراسم افتتاحیه جشنواره ملی مهاجرت در اوبرا، میسیونس

اکثر مردم سوریه که به آرژانتین مهاجرت کردند، همانند لبنانی‌ها در شمال غربی کشور در استان میسیونس ساکن شدند. سوری‌ها، به همان شکل که لبنانی‌ها زندگی می‌کردند، و اغلب به دلیل این که کشاورز نبودند فروشندگان دوره‌گرد شده بودند، نتوانستند در مناطق کشاورزی ساکن شوند، بنابراین، به نسبت سایر مهاجرین در شهرهای بزرگ اسکان یافتند. طرح‌های سارنتینو و آلبرتی که برای مناطق پر جمعیت بومی در نظر گرفته شده بود به دلیل تخلیه بومیان محقق نشد، زیرا بسیاری از تازه واردان کنونی سکونت در شهرها را انتخاب کردند. موج پناهندگان از ۱۹۷۵ تا ۱۹۷۷ دوباره کاهش یافت. اولین مقصد گروه‌های سوری و لبنانی، سکونت در استان بوئنوس آیرس بود و از آنجا به سایر نقاط کشور گسترش یافتند، زیرا مناظر این مناطق شبیه به بسیاری از سرزمین‌های کشور خودشان بود؛ بنابراین آن‌ها در سالتا، استان خوخوی، استان لا ریوخا، آرژانتین، سان خوآن، آرژانتین، مندوسا (آرژانتین)),، سانتیاگو دل استرو، استان میسیونس، استان چاکو و پاتاگونیا مستقر شدند. این استان‌ها در درجه اول برای کشاورزی در نظر گرفته شده بودند.
انجمن مشترک سوریه-لبنان در بوئنوس آیرس تلاش می‌کند به کسانی که برای فرار از بمب‌گذاری‌ها از اقیانوس عبور می‌کنند کمک کند. رسانه‌های مدرن دو امکان را برای مهاجران سوری به‌وجود آورده‌اند: کمک به حفظ روابط با خانواده‌های آن‌ها در سوریه و اطلاع‌رسانی از وحشت آن‌ها که مجبور به فرار می‌شوند.